# 未来岛公园
未来岛公园是中華人民共和國上海市普陀區桃浦镇的一個公園，面积26990平方米，內有组合亭、健身步道、小广场等。2000年9月开工，同年12月30日，未来岛公园正式對外開放。2002年，未来岛公园實行免票入園。铁路南何支线在地面横穿公园。